# Jazente
Jazente es una freguesia portuguesa del municipio de Amarante, con 4,17 km² de extensión y 660 habitantes (2001). Densidad: 158,3 hab/km². Está situada en la parte baja de la vertiente oeste de la Sierra da Aboboreira. Dista 7 km de la sede del municipio y se extiende por un valle estrecho y profundo que sirve de lecho fluvial al río Ovelha.
La fiesta de la freguesia se realiza el día 15 de agosto, en honor de Santa María de Jazente.

## Patrimonio histórico

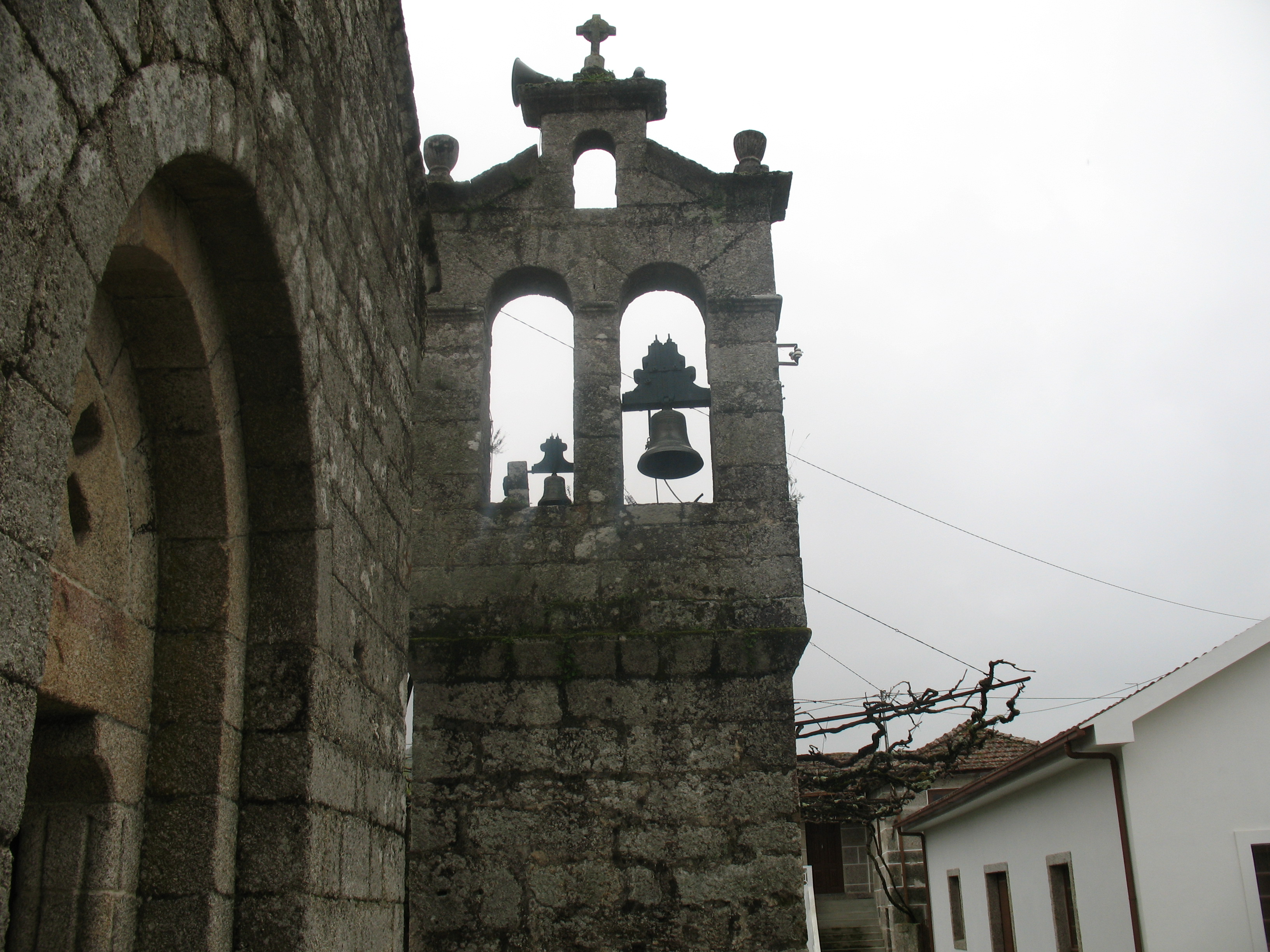
Iglesia románica de Jazente

- Iglesia de Santa María de Jazente
- Capilla de San Bartolomé
- Capilla Mortuoria
- Aceñas